# Shaban Sinani
Shaban Sinani er en albansk forsker og journalist. Han har en doktorgrad og er professor.
Han har været avismedarbejder og forsker og tilknyttet det Albanske Videnskabelige Akademi. Han var indtil november 2005 direktør for Det Albanske Nationalarkiv. Efter regeringssskiftet i 2005 måtte han træde tilbage fra denne stilling. Han blev erstattet af professor, dr. Nevila Nika – der så vidt vides havde denne post i Sali Berisha's første regeringsperiode.
Han har udgivet adskillige bøger på albansk og fransk. Blandt andet har han efter arkivstudier dokumenteret at forfatteren Ismail Kadaré – skønt protegeret af Hoxha-styret – blev overvåget af samme.
Shaban Sinani var én af organisatorerne af forskellige aktiviteter i anledning af Skanderbegs 600-års fødselsdag i 2005. Et arrangement i København måtte opgives på grund af hans fratræden.